# فرانه‌ایان
پاپیلیونینائه (نام علمی: Papilioninae) نام یک زیرخانواده از تیره پروانه‌های دم‌چلچله‌ای است.